# Aert van den Bossche

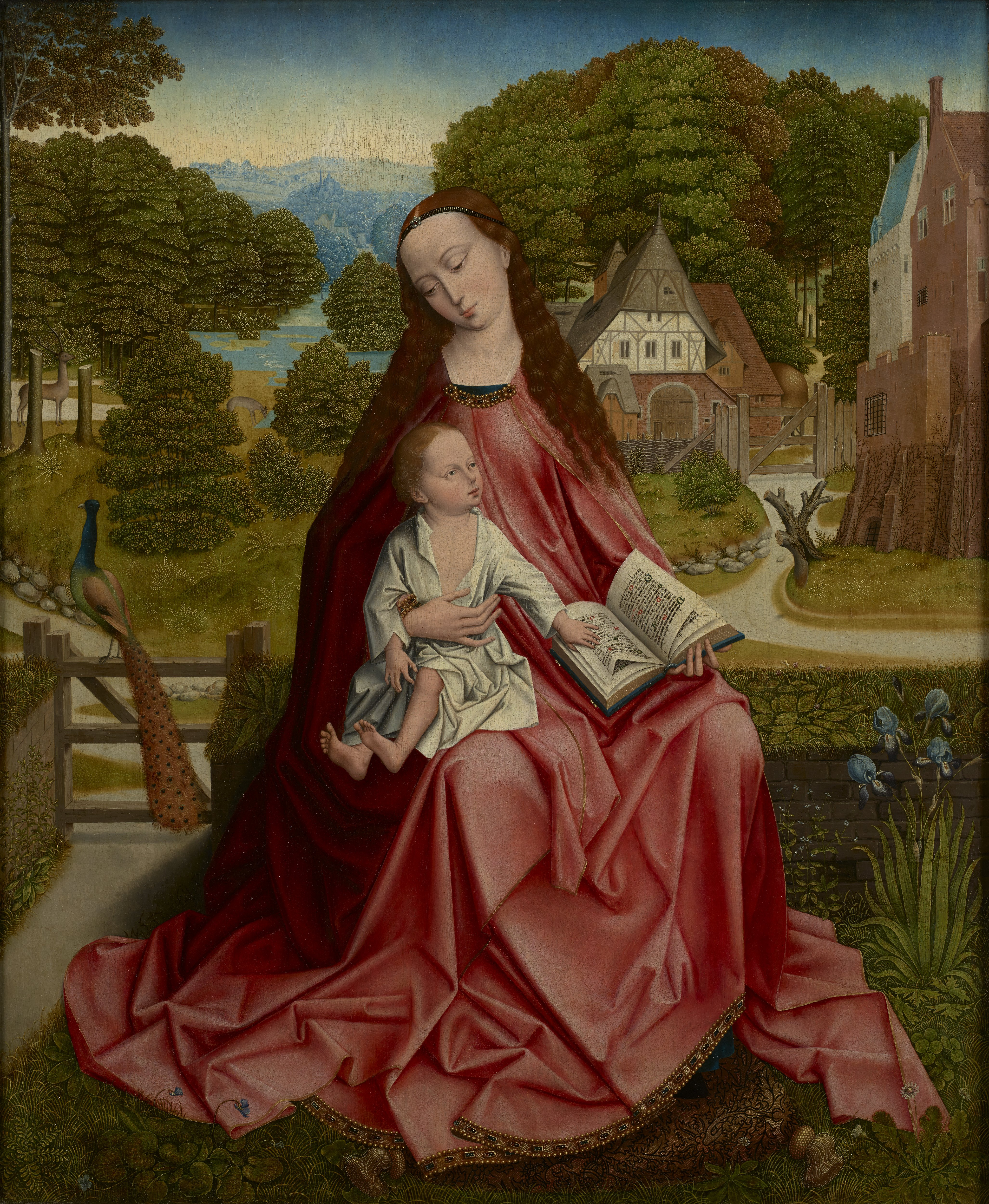
Madonna met Kind in een landschap, 1492-98, Minneapolis Institute of Art

Aert van den Bossche of de  Meester van het Martelaarschap van de heilige Crispinus en Crispianus (ook gekend als Aert Panhedel, Aert van Panhedel, Arnoul de Panhedel, Arnoul vanden Bossche en Harnoult van den Boske) was een kunstschilder die hoorde bij de Vlaamse Primitieven en die werkzaam was in Brussel en Brugge in de late 15e eeuw. Hij wordt soms vereenzelvigd met de Meester van de Barbaralegende maar hierover is nog geen consensus, een aantal kunsthistorici verwerpen deze thesis.

## Biografie
Er is weinig concreet geweten over Aert van den Bossche buiten een document uit 1490, waarin de betaling voor het schilderen van de Legende van de HH. Crispinus en Crispianus wordt gemeld. Hij had een zoon Gielis van den Bossche die ook in Brussel werkte en bij het gilde geregistreerd was. Hij zou ook ingeschreven geweest zijn bij het Brugse gilde in 1505 als Harnoult van den Boske.
Over zijn afkomst is niets met zekerheid geweten. Volgens sommigen zou hij afkomstig zijn uit Brugge (studie uit 1950), anderen suggereren 's-Hertogenbosch (studie uit 2001), de Noordelijk-Nederlanden (studie uit 1936) en Brussel (studie uit 1994). Ook over zijn opleiding is niets met zekerheid geweten, maar sommigen zien hem als leerling of als medewerker van Hugo van der Goes. Van den Bossche moet enig aanzien in Brussel genoten hebben, want hij bracht het tot raadsheer van de stad.

## Werken

### Bespreking
Dankzij het archiefdocument van het schoemakersgilde weten we dat het werk de Legende van de HH. Crispinus en Crispianus van de hand van Aert van den Bossche (of atelier?) is. Dit werk werd vroeger toegeschreven aan de Meester van het Martelaarschap van de heilige Crispinus en Crispianus. Het werk is verdeeld geraakt over drie musea, het middenpaneel van dit werk wordt bewaard in het Muzeum Narodowe w Warszawie (Nationaal Museum van Warschau), twee buitenluiken bevinden zich in het Stedelijk Museum in Brussel en de twee andere buitenluiken in het Gosudarstvennyj muzej A.S. Puškina (Poesjkinmuseum) in Moskou.
Naast dit werk wordt ook het rechterluik van de triptiek met de Mirakels van Christus in Melbourne, dat de opwekking van Lazarus voorstelt, vroeger toegeschreven aan de Meester van de Barbaralegende, nu gezien als van de hand van Aert van den Bossche.
De associatie met de Barbara-meester is niet de enige, in recente studies wordt er op gewezen dat Van den Bossche ook de schilder zou kunnen zijn van een aantal werken die toegeschreven worden aan de Meester van het geborduurde loofwerk
Ook het Jobretabel in Keulen wordt door Griet Steyart gezien als een werk van Aert van den Bossche en een medewerker.

### Overzicht
- Martelaarschap van de Heilige Crispinus en Crispianus, ca. 1490-1500
  - Middenpaneel, Warschau, Muzeum Narodowe w Warszawie
  - Twee buitenluiken, Brussel, Stedelijk Museum in Brussel
  - Twee buitenluiken, Moskou, Gosudarstvennyj muzej A.S. Puškina
- Rechterluik van de Triptiek met de Mirakels van Christus, 2e helft 15e eeuw, Melbourne, National Gallery of Victoria
- Jobaltaarstuk, 1470-1500, Keulen, Wallraf-Richartz-Museum

## Weblinks
- afbeeldingen van roegeschreven werken KIK-IRPA
- (nl)  Biografische gegevens op RKD-Nederlands Instituut voor Kunstgeschiedenis.[13]

- Gemeinsame Normdatei: 1037934695
- RKD-Nederlands Instituut voor Kunstgeschiedenis: 466304
- Virtual International Authority File: 25551736